# Interkosmos 18
Interkosmos 18 (Indeks COSPAR 1978-099A) – kolejny sztuczny satelita Ziemi wysłany w ramach programu Interkosmos.

## Misja
Interkosmos 18 został wprowadzony na orbitę Ziemi 24 października 1978 roku. Początkowe parametry orbity: perygeum – 407 km, apogeum – 768 km. Satelita obiegał Ziemię w czasie 96,4 minuty, a nachylenie płaszczyzny orbity wynosiło 83 stopnie. W eksperymencie uczestniczyły kraje: ZSRR, Czechosłowacja, NRD, Węgry i Polska. Na satelicie umieszczono polską aparaturę, wchodzącą w skład urządzenia telemetrycznego.